# La pícara molinera
La pícara molinera es una zarzuela española que cuenta con la música de Pablo Luna (1879-1942) y libreto de Angel Torres del Álamo y Antonio Asenjo Pérez, basado en la novela de ambiente asturiano La Carmona de Alfonso Camín. Se estrenó el 28 de octubre de 1928 en el Teatro Circo de Zaragoza y el 29 de diciembre del mismo año en el Teatro Apolo de Madrid. Se estructura en tres actos.

## La obra
Antes de esta zarzuela nos encontramos con la novela «la Carmona» de Alfonso Camín, editada en Madrid en 1926, drama rural ubicado en la parroquia de Contrueces a caballo entre los siglos XIX y XX, que tiene como eje un triángulo amoroso que termina trágicamente. Esta novela sirvió de inspiración para la zarzuela de Pablo Luna titulada «La pícara molinera», con libreto de Ángel Torres del Álamo y Antonio Asenjo. Si bien el libreto de la zarzuela reduce de forma considerable la acción narrada en el texto de Camín, conserva totalmente el acervo rural y asturiano de la novela, aunque introduce un cambio que atenúa su intenso dramatismo. 
Independientemente de los cambios argumentales introducidos en el libreto, la verdad es que la música de Pablo Luna tiene un marcado sabor asturiano, habiendo sabido recoger con acierto la idiosincrasia de nuestros sones a pesar de no conocerla antes de acometer la composición de la zarzuela. Un único viaje a tierras asturianas cuando la decisión estaba tomada le sirvió de inspiración. La obra puede considerarse uno de los grandes éxitos del compositor, y es, desde luego, la mejor zarzuela de ambiente asturiano que existe, siendo la romanza del protagonista masculino «Paxarín, tú que vuelas» una de las más queridas y grabadas por los grandes tenores españoles, con Alfredo Kraus a la cabeza.

## Personajes
| Personaje | Tesitura     | Elenco del estreno  |
| --------- | ------------ | ------------------- |
| Carmona   | Mezzosprano  | Selica Pérez Carpio |
| Pondala   | Soprano      | Victoria Racionero  |
| Pepa      | Tiple cómica | Trini Avelli        |
| Filipona  | Mezzosoprano | Carmen Andrés       |
| Pintu     | Barítono     | Marcos Redondo      |
| Juan      | Tenor        | Pepe Romeu          |
| Riverín   | Tenor cómico | Eduardo Marcen      |
| Don Román | Bajo         | José Navarro        |
| Cachano   | Tenor cómico | Antonio Palacios    |
| Pericón   | Barítono     | Cervera             |

## Argumento[2]
La protagonista, Carmona, es una moza casquivana, “endiablada molinera” que al fin sufre el desprecio general. Los mozos guapos y retadores Juan y el Pintu la cortejan y, con el impulso de la mujer, disputan y se desafían por ella. Corre la sangre, resultando herido Juan y muerto el Pintu.

### Acto I
1. Introducción y coro general “El mozo que yo más quiero ha de ser trabajador”.
2. Dúo de Pepa y Riverín “¡Pepona! ¡Riverín!....Quiero un gaiterín”.
3. Los borrachos “Tralalá, ¡Sidra!”.
4. Dúo de Pondala y Juan “Yo rapaza y tu neño cuando te conocí”.
5. Dúo de Carmona y Pintu “Yo te quiero con locura”.
6. Concertante “Es la fiesta que yo más prefiero……En la espita se baila y se canta non dejes de beber” intercalándose las coplas de Carmona “A la mocina mejor”, Juan “Eres el fuego y me hielas” y Pintu “Tengo la moza mejor, tengo la mejor navaja”.

### Acto II
1. Preludio y Romanza de Juan “Mi locura no tien cura…..paxarin tu que vuelas”.
2. Dúo de Carmona y Juan “Lo veo bien claro, Xuanín, tu me engañas”.
3. Intermedio orquestal.
4. Las herradas “El cura no quiere baile……Amor mío vienes tarde”.
5. Romanza de Pintu “Nada me asusta ni espanta…..Mas yo quisiera cuando sueño volverme bueno como un neño…..La manzana nació verde…..Tu eres mi cielo Carmona mía”.
6. Escena “Del afuego venimos tos retozando”.

### Acto III
1. Coro de las Murmuradoras “la Pepa tiene un chiquillo y ese chiquillo ¿de quien será?”.
2. El rapacin “Es verdad que mi marido algún tiempo ha estado ausente”.